# Edgar du Perron

Edgar du Perron (1939)

Charles Edgar „Eddy“ du Perron (* 2. November 1899 in Meester Cornelis bei Batavia, Niederländisch-Indien; † 14. Mai 1940 in Bergen (Noord-Holland)) war ein niederländischer Dichter, Schriftsteller und Journalist.

## Leben
Edgar du Perron stammte aus einem alten Geschlecht mit Vorfahren aus Frankreich. Seine Eltern wurden in Niederländisch-Indien sehr reich. Als sie ihren Besitz nach Übersee verkauft hatten, kauften sie sich ein Schloss in Gistoux (Wallonie, Belgien). Er wurde am  2. November 1899 in Niederländisch-Indien geboren, genauer in einem damals Meester Cornelis genannten Ort in der Nähe von Batavia. Dort befinden sich heute Vierteln der indonesischen Hauptstadt Jakarta. Der junge Du Perron fühlte sich dort trotz seiner Freundschaft zum französischen Dichter André Malraux nicht glücklich und zog nach Montmartre bei Paris, wo er seine ersten Werke auf Französisch schrieb, später nach Holland. Du Perron war einige Zeit mit dem Maler Carel Willink befreundet, der für ihn einige Buchillustrationen machte. Du Perron schrieb damals schon vor allem Kurzgeschichten und Gedichte. Im Jahr 1931 war er Mitbegründer der einflussreichen literarischen Zeitschrift Forum. Ein Jahr später heiratete er Elizabeth de Roos. Im Jahr 1940 wurde er krank und starb am 14. Mai an Herzversagen.

## Werke
Als Du Perrons Hauptwerk wird der Roman Het land van herkomst (Das Herkunftsland, 1935) betrachtet. Dieses Werk ist eine, seiner Frau aufgetragene, größtenteils in Niederländisch-Indien spielende Autobiographie. Das Buch wird als eines der bedeutendsten Werke der niederländischen Literatur des Interbellums (1918–1940) eingestuft. Du Perron schrieb sehr viele Gedichte (u. a. den Bündel Parlando, 1930), Kurzgeschichten, Zeitschrift- und Zeitungsartikel. 

Du Perron stand kritisch gegenüber die damalige Wirklichkeit, und gegenüber die vor allem in Niederländisch-Indien zu tolerante Haltung gegenüber den Nationalsozialismus, den er als eine ernste Gefahr sah.
Um seiner Werke zu gedenken, wurde 1994 eine literarische Genossenschaft ins Leben gerufen, das E. Du Perron-Genootschap.